# Голый землекоп
Го́лый землеко́п (лат. Heterocephalus glaber) — небольшой роющий грызун, единственный вид в роде Heterocephalus и семействе Heterocephalidae. Традиционно классифицировался в семействе землекоповых (Bathyergidae); в 2014 году выделен в собственное семейство из-за наличия резких морфологических отличий и древности своей эволюционной линии, разошедшейся с землекоповыми в раннем олигоцене, около 31,2 млн лет назад.
Вид отличается уникальными для млекопитающих особенностями: сложной социальной организацией — колониальностью, холоднокровностью, почти полным отсутствием шерстяного покрова, нечувствительностью к некоторым формам боли (вызванным термическими ожогами и химическими ожогами кислотами), выносливостью к высоким концентрациям CO2. Изначально считалось, что особи обладают иммунитетом к раку в целом, но в феврале 2016 года американские учёные сообщили о двух зарегистрированных у голых землекопов случаях рака (несмотря на эти случаи, уровень заболеваемости раком крайне низок по сравнению с другими млекопитающими). Живёт на порядок дольше других грызунов подобного размера (до 28 лет и даже 40 лет). Активность репарации повреждённых оснований и нуклеотидов в клетках голого землекопа гораздо выше, чем в клетках мыши, и может быть ответственна за то, что продолжительность жизни этого грызуна достигает 40 лет (тогда как у обычной мыши — полтора года).

## Внешний вид
Мелкие грызуны с длиной тела 8—10 см, хвоста — 3—4 см и массой 30—35 граммов. Самки крупнее: весят от 50 до 80 граммов. Внешний вид свидетельствует об адаптации к подземному образу жизни. Сложение тяжёлое. Голова относительно крупная, низкая и широкая, на укороченной шее, что характерно и для других роющих грызунов (в частности, всех землекоповых и бобров).
Волосяной покров почти отсутствует. Густые волоски растут только между пальцами лап, увеличивая их поверхность, что помогает зверькам копать. Конечности короткие и тонкие. Большие выступающие зубы сзади изолированы выростами губ, благодаря чему земля во время рытья не попадает в ротовую полость. Около 25 % всей мышечной массы приходится на мышцы челюстей (у человека такая доля приходится на мышцы ног). Кожа голая и морщинистая, розовая или желтоватая.

## Органы чувств
Глаза крошечные — 0,5 мм, зрение слабое. Наружные ушные раковины редуцированы, однако слух острый, о чём свидетельствует обширный репертуар звуков, издаваемых землекопами.
Обладают острым двухосновным обонянием, при котором основную обонятельную систему грызуны используют для поиска пищи, но не для отличения своих сородичей от чужих. Для последнего, по-видимому, они приспособили дополнительную обонятельную систему, включающую в себя вомероназальный орган. Индивидуальное распознавание зверьков в колонии с помощью дополнительной обонятельной системы позволяет различать статус сородича, от которого полностью зависит его образ жизни.
Также голые землекопы обладают и развитым осязанием — их морды и хвосты покрыты чувствительными вибриссами, в частности позволяющими землекопам легко двигаться по туннелям как вперёд головой, так и вперёд хвостом.

## Нечувствительность к боли
- Клетки кожи голого землекопа лишены нейротрансмиттера, известного как «вещество P», который отвечает за передачу болевых импульсов в центральную нервную систему. Поэтому голые землекопы не чувствуют порезов и ожогов. Однако после инъекции данного нейротрансмиттера болевые ощущения появляются.
- Клетки кожи голого землекопа нечувствительны к кислоте даже при pH менее 3,5[11].
- Кроме кислоты, кожа землекопа нечувствительна также к капсаицину, придающему жгучую остроту перцу чили[11].

## Образ жизни
Голый землекоп обитает в сухих саваннах и полупустынях Кении, Эфиопии и Сомали. Это скрытные роющие животные, питающиеся подземными частями растений, в том числе сочными клубнями и луковицами растений. Они не пьют воду; жидкость получают вместе с пищей. Пропитание запасают в подземных кладовых. В неволе поедают разнообразные фрукты и овощи.
Голые землекопы живут подземными колониями из 70—80 особей, хотя наблюдались колонии численностью до 295 особей. Общая длина туннелей, занимаемых одной колонией, может достигать 3—5 км, а ежегодные выбросы земли при рытье могут составлять 3—4 т. Обычный диаметр туннеля — 4 см; пролегают они на глубине до 2 м, соединяя гнездовые камеры, уборные и кормовые участки. На поверхность землекопы обычно не выходят.
Туннели роют коллективно; как правило, расширяют их после дождей, когда почва становится более мягкой. Рабочая особь, идущая впереди, вгрызается резцами в твёрдую почву, которая затем отгребается к выходу из туннелей по «живому конвейеру» — цепочке из 5—6 животных. Периодически переднего рабочего подменяет один из задних.

### Особенности социальной организации
Голые землекопы эусоциальны — социальная структура их колоний похожа на структуру колоний общественных насекомых. Все особи в колонии состоят в родстве; отселяются редко. Инбридинг обычен, что приводит к высокой степени генетического сходства между членами колонии.
Другим эусоциальным млекопитающим является дамарский пескорой (Cryptomys damarensis), также относящийся к семейству землекоповых.
Голым землекопам свойственна асимметрия тела. Так, у самок зачастую вместо двенадцати имеется 11 сосков — 5 на одной стороне тела и 6 на другой. Подобная асимметрия, предположительно, тоже является результатом продолжительного инбридинга.
Во главе колонии находится единственная самка-производительница (матка, или королева), которая спаривается только с 2—3 фертильными самцами. Все остальные землекопы, как самки, так и самцы, являются рабочими особями. Физиологически они способны к размножению, однако не участвуют в нём, пока находятся в колонии (как правило, всю жизнь). Как и у многих общественных насекомых, если удалить из колонии матку, несколько рабочих самок вступают в яростную борьбу за место королевы. Когда самка становится королевой, она заметно увеличивается в размерах; у взрослых особей это происходит за счёт увеличения расстояния между позвонками.
Функции, выполняемые рабочими, зависят от их размеров. Мелкие особи поддерживают систему туннелей, помогают заботиться о детёнышах и разыскивают пищу. Самые крупные стерильные особи являются «солдатами», видимо, защищающими колонию от главных врагов землекопов — змей. Большую часть года, помимо сезона дождей, на их долю приходится всего 5 % общей работы (при 25—40 % численности внутри колонии). После сезона дождей они активно расширяют сеть туннелей и частично расселяются, основывая новые колонии. Поведение рабочих средних размеров носит промежуточный характер. «Касты» у голых землекопов с возрастом переходят одна в другую, и между ними нет чёткого разграничения, наблюдаемого, например, у муравьёв. Самка занимается исключительно деторождением, за годы жизни производя сотни детёнышей (в одном случае за 12 лет было задокументировано около 900 детёнышей).
Обладают развитой звуковой коммуникацией: голые землекопы способны издавать не менее 18 видов различных звуков — больше, чем любые другие грызуны.

### Метаболизм
В отличие от большинства млекопитающих землекопы неспособны поддерживать постоянную температуру тела, и она колеблется в зависимости от температуры окружающей среды. Они замедляют потерю тепла, собираясь большими группами, а также подолгу греются в близких к поверхности туннелях. Замедленный метаболизм (скорость которого вдвое ниже, чем у других грызунов) позволяет землекопам выживать в подземных туннелях при очень низком уровне кислорода и высокой (смертельной для других животных) концентрации диоксида углерода.
Нейроны голых землекопов способны полностью восстанавливать свою функцию после более чем получасового кислородного голодания, что в 6 раз превосходит аналогичный период для обычных мышей (имеющих те же размеры). Это рекорд для млекопитающих. Голые землекопы сохраняют на всю жизнь способность сопротивляться нехватке кислорода, которая у человека присутствует только в самом начале жизни, при родах.

## Особенности размножения
Потомство в колонии приносит только самка-королева. Она спаривается лишь с несколькими фертильными самцами, и их отношения остаются постоянными на протяжении многих лет. Беременность длится около 70 дней. Королева может приносить новый помёт каждые 80 дней; в году бывает до 5 помётов. Новорождённый весит менее 2 г. Число детёнышей в помёте больше, чем у других грызунов таких размеров. Оно колеблется от 12 до 27 (максимальное число среди млекопитающих), хотя сосков у самки всего 12. Исследования, проведённые американскими зоологами из Корнеллского университета, позволили установить, что обилие молока у самки позволяет детёнышам кормиться по очереди. Таким образом, у голых землекопов основа социального поведения закладывается ещё в раннем возрасте. Королева выкармливает детёнышей около 4 недель, хотя переходить на твёрдую пищу они начинают уже в возрасте 2 недель. Детёныши также поедают фекалии, которые выделяют для них рабочие особи; таким образом они получают бактериальную флору, необходимую для переваривания растительной пищи. Молодые землекопы начинают выполнять функции рабочих в возрасте 3—4 недель. Физиологически способными к размножению становятся около 1 года.
Продолжительность жизни голых землекопов беспрецедентна для мелких грызунов: в неволе они доживали до 28 лет (и даже до 31 года). Королевы живут не менее 13—18 лет. Механизмы, поддерживающие такую высокую продолжительность жизни, включают активность теломеразы, высокий уровень систем репарации ДНК, но точно неизвестны.
Голые землекопы не подвержены образованию раковых опухолей благодаря двойному защитному механизму, контролирующему рост клеток. Возможно, именно это является одной из главных причин столь рекордной для грызунов продолжительности жизни.
Объединенная группа биологов из США и Израиля опубликовала в журнале Aging Cell статью, в которой подтверждается высказанная ими гипотеза о причинах необычно высокого долголетия голых землекопов. Исследователи (в основном из Университета Тель-Авива и Техасского университета, где находится самая крупная в США колония этих грызунов — более 2000 особей) заявили, что, по всей видимости, причина долголетия голых землекопов заключается в высоком содержании белка нейрегулина-1. Он находится в мозжечке, то есть в той части мозга, которая управляет двигательной активностью.

## Значение для человека
В местах своего обитания голые землекопы довольно многочисленны и наносят некоторый ущерб сельскохозяйственным посевам, особенно полям батата.
10 ноября 2011 года в научном журнале Nature опубликована статья о некоторых результатах работы по расшифровке генома голого землекопа и его первичному анализу. По мнению благотворительного фонда поддержки научных исследований «Наука за продление жизни», изучение голого землекопа — одна из 25 научных идей продления жизни.

## Голый землекоп и феномен старения организма
Голый землекоп является привлекательным объектом для изучения механизмов старения живого организма.
В 1991 году Ричард Александер и ряд других учёных высказали предположение, что землекоп является неотеническим животным. Ранее неотения, то есть способность организма остановить программу индивидуального развития на стадии новорождённого, была описана для некоторых земноводных.
У землекопов есть более 40 признаков «новорожденности», в том числе:
- Маленький вес по сравнению с другими видами семейства.
- Отсутствие шерсти (она всегда есть у грызунов).
- Отсутствие ушных раковин.
- Ограниченные возможности для поддержания постоянной температуры тела (как у новорождённых млекопитающих).
- Высокие когнитивные способности (любопытство).
- Низкая восприимчивость к боли.
- Способность нейронов к регенерации и увеличение срока жизни нейронов.
- Отсутствие снижения с возрастом уровня ростового фактора 2 (IGF2).
- Отсутствие снижения с возрастом уровней супероксиддисмутаз 1 и 2, а также каталазы.

На «новорожденность» указывает также целый ряд объективных биохимических признаков.
Выдвинута гипотеза, что неотения землекопа (как предполагается, появившаяся в результате эволюционного отключения «программы старения» организма на генетическом уровне), которая для обычного вида привела бы к его вымиранию, была компенсирована его эусоциальностью.